# Ophiozonella perplexus
Ophiozonella perplexus är en ormstjärneart som först beskrevs av Jean Baptiste François René Koehler 1904.  Ophiozonella perplexus ingår i släktet Ophiozonella och familjen Ophiolepididae. Inga underarter finns listade i Catalogue of Life.